# Жаркемер
Жаркемер (каз. Жаркемер, до 199? г. — Соцжол) — село в Мугалжарском районе Актюбинской области Казахстана. Входит в состав Батпаккольского сельского округа. Код КАТО — 154837200.

## Население
В 1999 году население села составляло 165 человек (77 мужчин и 88 женщин). По данным переписи 2009 года, в селе проживали 133 человека (64 мужчины и 69 женщин).